# Grace Sherwood
Grace Sherwood, död 1740, var en amerikansk naturläkare och jordemor. Hon är känd som Witch of Pungo och blev den sista person som dömdes för häxeri i Virginia. Hon anklagades 1706 av sina grannar för att ha skadat tamdjur, och dömdes som skyldig efter att ha misslyckats med vattenprovet. Hon tillbringade åtta år i fängelse innan hon frigavs 1714. 
Hon rehabiliterades 2006 och en staty har rests över henne. 